# نعیمه سالبوم
نعیمه سالبوم (۱۵ مه ۱۸۷۱ – ۲۹ مارس ۱۹۵۷) یک دانشمند سوئدی، شیمی‌دان، کانی‌شناس و فعال صلح بود. او به‌عنوان یکی از برجسته‌ترین شیمی‌دانان زن سوئد در اوایل قرن بیستم شناخته می‌شود.

## اوایل زندگی و تحصیل
ناایما سالبوم در استکهلم، سوئد، در ۱۵ مه ۱۸۷۱ متولد شد. او دختر شارلوت (با نام خانوادگی هالین) سالبوم و گوستاو والفراید سالبوم، یک مهندس عمران بود. در جوانی، به دلیل گرایش علمی، پدرش ترتیبی داد که به‌عنوان داوطلب در آزمایشگاه شرکت آب استکهلم کار کند، جایی که او تجربه اولیه آزمایشگاهی خود را به دست آورد.
در سال ۱۸۹۳، سالبوم امتحانات نهایی خود را با موفقیت گذراند و در استکهلم هوگسکولا (که اکنون دانشگاه استکهلم است) تحصیل کرد و در آنجا تجربه‌هایی در تحلیل مواد معدنی کسب کرد.
به پیشنهاد هلگه بکستروم، سالبوم در ۱۰ مه ۱۸۹۴ به‌عنوان عضو انجمن زمین‌شناسی استکهلم پذیرفته شد. همچنین در همان سال، او در دانشگاه اوپسالا وارد شد، در رشته زمین‌شناسی تخصص یافت و در سال ۱۸۹۶ فارغ‌التحصیل شد.

## پژوهش علمی
در سال ۱۸۹۷، ناایما سالبوم اولین مقاله علمی خود را منتشر کرد که نتایج آن شامل تجزیه‌وتحلیل مواد معدنی سنگ‌های جمع‌آوری‌شده از جزیره آلنون بود. در سال ۱۹۰۰، یوهان گونار اندرسون از دانشگاه اوپسالا و سالبوم مطالعه‌ای مشترک دربارهٔ میزان فلوراید در فسفوریت‌های سوئدی منتشر کردند.
این مقاله شباهت ترکیب شیمیایی ماده معدنی فلوراپاتیت را میان دو موجود آبزی بی‌مهره دریایی بررسی کرد: سنگواره بازوپایان اوبولید و لینگولا آنتینا.
برای دلایل مالی، سالبوم از فرصت پژوهشی پیشنهادی توسط آروید هوگبوم از دانشگاه اوپسالا انصراف داد و پیشنهاد کار جان لاندین را برای همکاری با یک شرکت مهندسی شیمی در استکهلم پذیرفت. سپس، از سال ۱۹۰۲ تا ۱۹۰۳، در نظرسنجی زمین‌شناسی فنلاند در هلسینکی مشغول به کار شد، جایی که به‌عنوان اولین زن عضو انجمن شیمیایی فنلاند انتخاب شد.
به دلیل همکاری او با هیلمار شگرن، استاد سابق کانی‌شناسی و زمین‌شناسی دانشگاه اوپسالا و سپس مدیر بخش کانی‌شناسی موزه تاریخ طبیعی سوئد، سالبوم تجربه خود را در تجزیه‌وتحلیل مواد معدنی با فعالیت در بخش کانی‌شناسی موزه تاریخ طبیعی سوئد گسترش داد.
در سال‌های ۱۹۰۳ و ۱۹۰۴، دانشمندان انگلیسی پژوهش‌هایی دربارهٔ رادیواکتیویته در مجله علمی نیچر منتشر کردند. در شماره اول سال ۱۹۰۴، رابرت استرات، بارون چهارم ریلی کشف کرد که رادیم در گازهای چشمه‌های باث شناسایی شده است. در شماره بعدی، بارون بلیتسوود و اچ.اس. آلن شواهدی از وجود گازهای رادیواکتیو در چشمه‌های معدنی بوکستون گزارش دادند.
براساس این یافته‌ها، شگرن به سالبوم پیشنهاد کرد تا رادیواکتیویته آب‌های سوئدی را تحلیل کند و او را به الکساندر کلاسن در آخن ارجاع داد. در سال ۱۹۰۴، سالبوم شاگرد کلاسن شد و تکنیک‌های رادیواکتیویته را مرور کرد. در سال ۱۹۰۵، اولین چشمه‌های آهنی که او آزمایش کرد، داده‌هایی با انحرافات نشان دادند، حتی در چشمه‌های مجاور. در سال ۱۹۰۶، به درخواست اسپاها، او به تحلیل چشمه‌های مرکز و جنوب سوئد ادامه داد. یافته‌های او نشان داد که هیچ ارتباطی بین ترکیب شیمیایی منابع آب و رادیواکتیویته وجود ندارد و همین‌طور عمق چاه‌ها و رادیواکتیویته.
یک ارتباط بین زمین‌شناسی منابع آب و رادیواکتیویته مشاهده شد. سنگ‌پایه ماسه‌سنگ در هلسینگبوری و چاه‌های گرانیتی از جمله بالاترین غلظت‌های گازهای رادیواکتیو را نشان دادند. سالبوم نتیجه گرفت که منابع آبی از جریان در سنگ‌پایه حاوی رادیم، گازهای رادیواکتیو را جمع‌آوری می‌کنند. در سال ۱۹۰۷، سالبوم و شگرن مقاله‌ای دربارهٔ ۵۹ چشمه و چاه در سوئد منتشر کردند. این مقاله شواهد انتشار رادیواکتیو در آب‌های معدنی را تأیید کرد.
در پاییز سال ۱۹۰۷، ناایما سالبوم به دانشگاه بازل پذیرش شد. برای ادامه تحصیلاتش، او از یک پیشنهاد پژوهشی از شگرن صرف‌نظر کرد. تحت راهنمایی فریدریش فیختر از دانشگاه بازل، سالبوم پایان‌نامه خود را دربارهٔ تحلیل مویین محلول‌های کلوئیدی تکمیل کرد. در سال ۱۹۱۰، سالبوم پایان‌نامه خود را در دانشگاه نوشاتل ارائه داد و دکترای فیزیک شیمیایی دریافت کرد.
در سال ۱۹۱۴، با همکاری هله بک‌لاند، سالبوم یک آزمایشگاه در استکهلم تأسیس کرد، جایی که او در زمینه کانی‌شناسی آب تخصص یافت. به‌عنوان یک تحلیل‌گر شیمیایی مستقل، سالبوم برای کارهای حرفه‌ای خود توسط کانی‌شناسان و سنگ‌شناس‌ها قرارداد بست.
در سال ۱۹۱۶، او گزارش دوم خود را دربارهٔ کانی‌شناسی و رادیواکتیویته منتشر کرد که شامل تحلیل ۴۰۰ چشمه و چاه بود. این مقاله تأیید کرد که رادیواکتیویته آب‌های معدنی به زمین‌شناسی مربوط می‌شود. به‌طور کلی، سنگ‌های اسیدی و اولیه بیشترین میزان انتشار رادیواکتیو را نشان دادند؛ سنگ‌های مافیک و رسوبی رادیواکتیویته کمتری داشتند.